# Sœurs de Jésus Serviteur
Les Sœurs de Jésus Serviteur sont une congrégation religieuse féminine de droit pontifical né de l'union de cinq congrégations le 15 juin 2007. L'institut appartient à la famille ignatienne. 

## Histoire
L'institut est né le 15 juin 2007 de l'union de cinq congrégations françaises de spiritualité ignacienne : Les sœurs du Très-Saint-Sacrement d'Autun, Les Filles de Marie de Saint-Marcellin, les sœurs des Saints Noms de Jésus et Marie de Montferrand-le-Château, les Sœurs Minimes du Saint-Cœur de Marie de Rodez et les Petites Sœurs de Notre-Dame de Grenoble. Certaines de ses congrégations avaient absorbé d'autres instituts par le passé. Les sœurs de la Sainte Croix du Puy fusionnent avec elles en 2015.
- • Les Sœurs du Saint-Sacrement d'Autun fondées le 11 mai 1741 à Mâcon par le chanoine Louis Agut (1695-1778)[2]pour le soin des incurables de l'hôpital de la Providence de Mâcon qu'il avait créé le 20 mars 1732[3]. Quelques sœurs instruisent les filles admises dans l'hôpital, puis le nombre de religieuses augmentant, elles se dévouent également à l'enseignement hors de la Providence[4]. Les statuts de la congrégation sont approuvées par décret impérial du 26 décembre 1810[5]et la maison-mère et le noviciat sont transférés dans l'abbaye Saint-Andoche d'Autun en 1836. Ce changement est autorisé par une ordonnance royale du 30 juillet 1857[6]. Au début du XXe siècle, la congrégation comprend 970 sœurs avec 126 maisons dans 14 diocèses. Elles fondent une école dans le canton de Vaud (1903) puis un établissement pour les enfants et les malades à Genève (1906)[7]. L'institut reçoit le décret de louange en 1914 et l'approbation définitivement du Saint-Siège le 26 mai 1918[8]. Elles s'ouvrent aux missions en 1951 avec une maison au Sénégal. En 1971, la maison-mère est transférée à La Mulatière pour favoriser la formation des sœurs. Une communauté s'installe à Prague en 1992 et une autre au Cameroun en 1998[7].

- - Les Sœurs de la Présentation de l'Adoration du Saint-Sacrement fondées en 1808 à Saint-Laurent-d'Olt par l'abbé Pierre-Antoine Giscard (1779-1853)[9]dans le but de prier en esprit de réparation et d'instruire les filles[10]. La congrégation est civilement autorisée le 22 avril 1827[11]. Elles sont absorbées par les sœurs du Saint-Sacrement d'Autun en 1938[12].
- • Les Filles de Marie sont fondées en 1841 à Lalouvesc sous le nom de sœurs de sainte Philomène par Julie Goin avec l'aide des pères Claude Robin et Fouilliot, tous deux jésuites pour aider matériellement et spirituellement les jeunes ouvrières des usines. La communauté est d'abord sous la direction des Sœurs de Notre-Dame du Cénacle[13]. La fondatrice prend l'habit religieux en 1844 et rejoint Crémieu avec deux sœurs l'année suivante. En 1857, la congrégation élabore des constitutions. L'évêque de Grenoble reconnaît la congrégation le 21 octobre 1858. En 1875, la maison-mère déménage à Saint-Marcellin[14]. L'institut reçoit le décret de louange le 20 février 1915 et approuvé définitivement par le Saint-Siège le 5 juillet 1935[15].
- • Les Sœurs des Saints Noms de Jésus et Marie fondées le 24 mai 1843 à Grandfontaine par l'abbé Pierre Laurent Valzer (1808-1883), curé de la paroisse, pour le soin des malades à domicile[16].
- • Les Sœurs minimes du Saint Cœur de Marie fondées le 1er octobre 1843 à Cruéjouls par Julie Chauchard (1793-1872) dans le but d'instruire les filles. Les sept premières postulantes reçoivent l'habit religieux le 10 janvier 1844 ; le même jour Julie Chauchard prend le nom de religion de Marie du Bon Pasteur et devient supérieure de la communauté. Cruejouls est touchée en 1854 par la deuxième pandémie de choléra pendant laquelle les sœurs soignent activement les malades. Avant cette date, les sœurs s'occupaient des malades par circonstance mais ce n'était pas le but de l'institut. Après la pandémie, la congrégation organise des sœurs gardes-malades. Les constitutions sont approuvées le 12 février 1857 par Louis-Auguste Delalle, évêque de Rodez. L'institut reçoit le décret de louange le 14 juin 1876. Le noviciat et la maison-mère sont transférés à Rodez le 8 décembre 1879. Léon XIII approuve la congrégation le 1er septembre 1882 et ses constitutions le 16 septembre 1888[17].
  - Les Sœurs de Charité de la Sainte Agonie de Notre Seigneur fondées le 21 novembre 1849 à Bordeaux par Jenny Lépreux (1809-1888), en religion Mère Saint Joseph, pour accueillir les femmes âgées en attente d'une place à l'hospice civil[18]et pour l'instruction de la jeunesse. Jenny prend l'habit religieux en 1850 ; sept sœurs ont l'autorisation de faire de même en 1854. La communauté prend alors le nom de Compagnes du Sauveur agonisant sous la garde de Notre-Dame d'Espérance[19]. En 1862, Jenny Lépreux lit une notice sur la confrérie de la Sainte-Agonie[20]fondée par Antoine Nicolle (1817-1890), lazariste, responsable du sanctuaire de Notre Dame de Valfleury (Loire). Une correspondance s'établit ; le lazariste vient à Bordeaux en 1863 et propose à la fondatrice d'unir spirituellement la communauté des sœurs avec la confrérie. Grâce à lui, la congrégation est reconnue le 22 octobre 1864 par le cardinal Donnet sous le nom de Sœurs de Charité de la Sainte Agonie. Deux ans plus tard, Nicolle déplace le noviciat à Valfleury, ce qui contrarie la fondatrice et provoque la rupture de la fusion[21]. La congrégation fusionne avec les sœurs minimes du Saint Cœur de Marie de Rodez le 5 juillet 1973[22].
  - Les Sœurs de Saint-Joseph, Filles de Marie Immaculée fondées en 1840 à Villefranche-de-Panat par Jean-Antoine Costes (1809-1890), curé de la paroisse et Joséphine Sicard (1818-1890) en religion mère Marie Artémon ; avec l'aide de Justine Salvan (1827-1892), en religion sœur Marie, pour l'enseignement et les soins à domicile. Elles ont aussi porté le nom de Sœurs de Marie conçue sans péché et Sœurs de Saint-Joseph, Filles de Marie conçue sans péché. Elles sont reconnues civilement le 19 avril 1854[23]. L'institut fusionne en 1982 avec les Sœurs minimes du Saint-Cœur de Marie de Rodez[24].
- • Les Petites Sœurs de Notre-Dame fondées en 1943 à Thodure par des jeunes filles de l'Action Catholique voulant se mettre au service de la jeunesse en difficulté[25]. La congrégation est reconnue le 31 mai 1952 par l'évêque de Grenoble[26].
- • Les Sœurs de la Sainte Croix fondées à saint-Germain-Laprade en 1861 par Auguste de Morlhon, évêque du Puy avec l'aide de Jeanne-Marie Bourderonnet en religion Mère Saint-Jean et sa mère veuve, Mère Stéphanie. Elles avaient fait profession chez les Sœurs de la Croix (Loire) mais la supérieure ayant abandonné l'enseignement pour ouvrir un hospice, elles avaient obtenu l'autorisation de l’archevêque de Lyon de s'installer ailleurs pour ouvrir une école. Elles vont d'abord dans le diocèse de Grenoble pendant cinq ans[27]. C'est de là qu'elles arrivent à saint-Germain-Laprade car l'abbé Jean Lutard, curé de la paroisse désirent des religieuses pour l'enseignement des filles. Les postulantes font d'abord leur noviciat à l'hôpital général du Puy jusqu'en 1861. À partir de cette date, elles sont reconnues autonomes par Auguste de Morlhon[28]. Il ne faut pas les confondre avec les Filles de la Croix du Puy qui ont fusionné pour devenir les sœurs du Christ.

## Activité et diffusion
Les sœurs se dédient à divers apostolats.
Elles sont présentes en:
- Europe : France.
- Afrique : Bénin, Cameroun, Sénégal, Tunisie.

La maison-mère est à Valence.
En 2017, la congrégation comptait 289 sœurs dans 46 maisons.